# Луїс Едуардо Шмідт
Луїс Едуардо Шмідт (порт. Luís Eduardo Schmidt, нар. 10 січня 1979, Жау) — бразильський футболіст, що грав на позиції півзахисника.
Виступав, зокрема, за «Сельта Віго» та «Реал Бетіс», повівши у їх складі у іспанській Ла Лізі 253 матчі та забивши 63 голи. Також виступав на батьківщині за гранди «Сан-Паулу» та «Інтернасьйонал» та провів одну гру у формі національної збірної Бразилії.

## Клубна кар'єра
Народився 10 січня 1979 року в місті Жау. Розпочав грати за юнацьку команду «XV ді Жау» зі свого рідного міста перед тим як 1995 року потрапив в академію «Сан-Паулу». У дорослому футболі дебютував 1997 року виступами за «Сан-Паулу», в якому провів три сезони, взявши участь в 11 матчах чемпіонату і у 1998 та 2000 роках став чемпіоном штату Сан-Паулу.
Своєю грою за цю команду привернув увагу представників тренерського штабу іспанського клубу «Сельта Віго», до складу якого приєднався 2000 року. Відіграв за клуб з Віго наступні чотири сезони своєї ігрової кар'єри. Більшість часу, проведеного у складі «Сельти», був основним гравцем команди. Період виступу за «Сельту» збігся з одними з найкращих років в історії клубу. «Сельта» володіла міцним складом, що боровся за потрапляння в Лігу чемпіонів. Разом зі своїми партнерами Еду в 2003 році домігся для команди, нарешті, права участі у головному європейському клубному турнірі. «Сельта» зуміла пробитися в раунд плей-оф, проте не зуміла розрахувати свої сили і вилетіла в Сегунду. Сам Еду отримав травму в ході сезону 2003/2004 і не зміг допомогти команді у вирішальних матчах.
Влітку 2004 року Еду перейшов у інший іспанський клуб «Реал Бетіс», у складі якого провів наступні п'ять років своєї кар'єри гравця. Перші два сезони в цій команді пройшли на правах оренди, а потім севільці викупили права на гравця за 2 млн. євро. У 2004—2005 роках в «Бетіс» була яскрава бразильська зв'язка в атаці, що складалася з Еду і Рікардо Олівейри. Разом вони допомогли команді пробитися в розіграш Ліги Чемпіонів, а також виграти фінал кубка Іспанії 2005 року. Другий сезон для Еду в «Бетісі» був не таким яскравим через травми. З тієї ж причини Еду мало грав і в сезоні 2008/09, за результатами якого команда вилетіла з Ла Ліги.
З літа 2009 року півтора сезони захищав кольори бразильського «Інтернасьйонала» з Порту-Алегрі, але стати основним гравцем не зміг, хоч і виграв у складі команди Кубок Лібертадорес у 2010 році. Після закінчення сезону 2010 року залишився без клубу, навіть не потрапивши у заявку на клубний чемпіонат світу, що пройшшов у грудні того ж року і де бразильці здобули бронзу.
В подальшому протягом сезону 2011 року захищав кольори «Віторії» (Салвадор), яку покинув у вересні. З тих пір він залишався без клубу, поки в квітні 2012 року не підписав контракт з американським «Колорадо Репідс». Зігравши 9 ігор у МЛС, 16 листопада бразилець покинув клуб і завершив кар'єру.

## Виступи за збірні
Протягом 1999—2000 років залучався до складу молодіжної збірної Бразилії. У її складі взяв участь у молодіжному чемпіонаті світу 1999 року в Нігерії, де забив три голи, а збірна вилетіла у чвертьфіналі.
Захищав кольори олімпійської збірної Бразилії на футбольному турнірі Олімпійських ігор 2000 року у Сіднеї, де бразильці теж вилетіли у чвертьфіналі, програвши майбутньому олімпійському чемпіону збірній Камеруну в додатковий час.
23 лютого 2000 року провів свій єдиний матч у складі національної збірної Бразилії в товариській грі проти Таїланду.

## Титули і досягнення
- Переможець Ліги Пауліста (2):

«Сан-Паулу»: 1998, 2000
- Володар Кубка Іспанії (1):

«Реал Бетіс»: 2004–05
- Володар Кубка Лібертадорес (1):

«Інтернасьйонал»: 2010
- Чемпіон Південної Америки (U-17): 1995

## Особисте життя
Еду є двоюрідним братом колишнього гравця «Фламенго», мадридського «Реала» і збірної Бразилії Савіо. Крім того, Еду — шурин колишнього гравця «Ліверпуля» Фабіо Ауреліо.